# Bahn-Report
Der Bahn-Report ist eine sechsmal jährlich erscheinende, von der IG Schienenverkehr e. V. herausgegebene Eisenbahnfachzeitschrift, die vorwiegend über aktuelle Entwicklungen des Bahnbetriebs und der Eisenbahninfrastruktur in Deutschland berichtet.
Die weitgehend ehrenamtlich erstellte Publikation, die gemäß dem Branchendienst banana communication im September 2005 einen Bekanntheitsgrad von 40 % in der ÖV-Branche erreichte, wird seit 1983 über Abonnements sowie im Bahnhofs- und Fachbuchhandel vertrieben. 1999 erhielt der Bahn-Report den Schienenverkehrs-Preis des Deutschen Bahnkunden-Verbandes in der Kategorie Medien-Preis für seinen sachlichen und neutralen Internetauftritt.